# 특등사수
특등사수 역시 일등급의 사격실력을 특별히 길러 특등사수라 칭한다. 특등사수가 되기 위해선 기록사격시 20발 만발 중 18발 이상을 적중해야 한다.

## 관련 설명
조교 : 신교대 조교가 되기 위해서는 다른 여러 조건들도 많지만, 특등사수 역시 반드시 달성해야하는 조건 중 하나다.
스나이퍼 : 특등사수는 스나이퍼의 모태이다. 제 1차 세계대전 중 독일군이 특등사수들에게 망원 조준경이 달린 소총(이하 저격총)을 지급했다. 저격총을 지급받은 특등사수들이 성과를 내기 시작하자 이후 본격적으로 스나이퍼를 양성하기 시작한다.